# Deutsche Mädchen-Zeitung

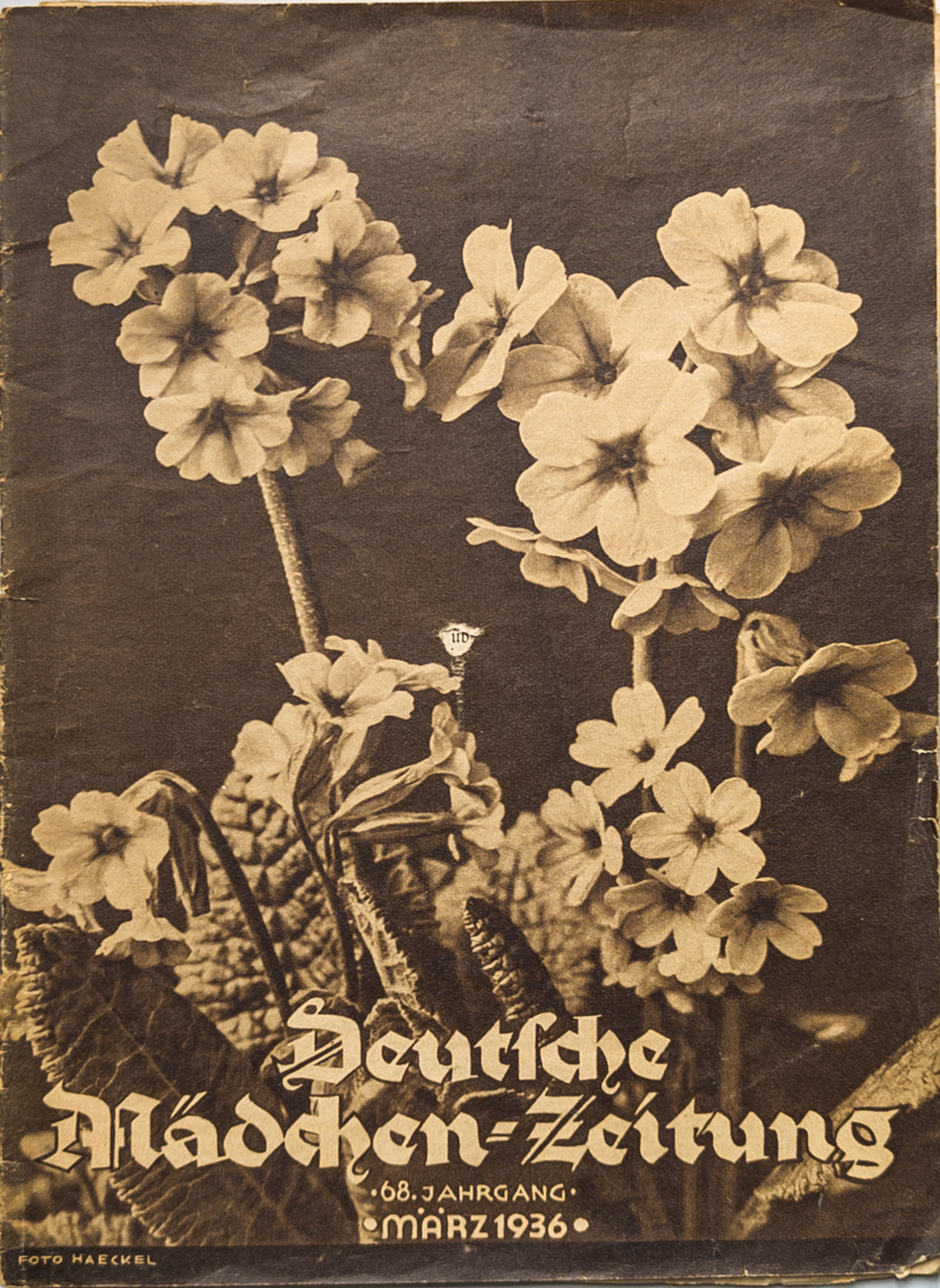
Deutsche Mädchen-Zeitung, Titelblatt vom März 1936

Die Deutsche Mädchen-Zeitung erschien von 1889 bis 1941 in Berlin. Gründer und Herausgeber war Johannes Burckhardt vom „Evangelischen Reichsverband Weiblicher Jugend.“ Die spätere Herausgeberin war Maria Stehmann. Der Verlag befand sich im Burckhardthaus. Die Zeitung erschien monatlich. Die Themen waren protestantisch geprägt, mit christlichen Liedtexten und -noten, Bibelzitaten, Stillleben von Blumen, Kirchen und Kreuzen, Gedichten und Geschichten.

Die Deutsche Mädchen-Zeitung war der von Sophie Loesche (geboren 1826) herausgegebenen Mädchen-Zeitung aus demselben Verlag nachgefolgt. Die Mädchen-Zeitung erschien von 1869 bis 1888. Ihre Losung lautete:
„Die Mädchenzeitung will in den Dienst dieser Bildung treten aber freilich in der Art, welche der weiblichen Natur angemessen ist, und die also auch allein als die praktische sich erweisen kann“.
Ein Hauptgrund, die Mädchen-Zeitung herauszubringen, war der Versuch, den Verband der evangelischen weiblichen Jugend zu unterstützen. Dies schlug fehl, weshalb man das Konzept änderte, zum Beispiel keine Predigten mehr abdruckte, dafür Kochrezepte, praktische Ratschläge und Grafiken. Während die Mädchen-Zeitung nicht über 500 Abonnenten hinaus gekommen war, wies die Deutsche Mädchen-Zeitung 1896 bereits 12.000 Abonnenten auf. Schriftleiterin ab 1890 war Burckhardts Ehefrau Henriette.

## Beispiel: 1936
Beispielhaft umfasste die Ausgabe vom März 1936 zwanzig Seiten, davon sieben mit Fotos. Das „Monatslied“ (von Adam Thebesius) zeigt die Noten und den Text, der mit den Worten beginnt: Dein Kampf ist unser Sieg /dein Tod ist unser Leben. Das in großen Lettern gesetzte Adventsgedicht von Friedrich Rückert Dein König kommt in niedern Hüllen beginnt hier mit den Zeilen: O mächt'ger Herrscher ohne Heere, Gewalt'ger Kämpfer ohne Speere. Kein Artikel wendet sich explizit an Mädchen oder Frauen. Einige Fotos dieser Ausgabe zeigen erwachsene Frauen in Berufszusammenhängen, etwa beim Einfahren von Heu in eine Scheune oder die Arbeit an einer Nähmaschine. Auf der Rückseite befindet sich die Werbung für Bücher des Burckhardt-Verlags. Darunter sind zwei Publikationen, die die nationalsozialistische Ideologie bedienen: Otto Riethmüller über das „deutsche Volk im Kampf“, und Adolf Schlatter über die „germanische Frau“.
In der Mai-Ausgabe 1936 informierte die Zeitung ihre Leser über die Verfügung der Reichspressekammer an alle konfessionellen Publikationen, ab dem 1. Mai keine „Berufsartikel und dergl. zu bringen“.